# Agrostis suavis
Agrostis suavis é uma espécie de gramínea do gênero Agrostis, pertencente à família Poaceae.